# 両唇吸着音
両唇吸着音（りょうしん きゅうちゃくおん）とは子音の類型の一つ。キスした時に現れるような音。国際音声字母で[ʘ]と記述される。

## 特徴
- 気流の起こし手 - 軟口蓋気流機構による外からの吸気。
- 発声 - 声帯の振動を伴わない無声音。
- 調音
  - 調音位置 - 下唇と上唇による両唇音。
  - 調音方法
    - 口腔内の気流 -
    - 調音器官の接近度 - 二つの閉鎖によって口腔内にたまった空気を舌の動きで気圧を下げることによって生じる吸着音。
    - 口蓋帆の位置 -

なお吸着音は原理上、必ず軟口蓋または口蓋垂での閉鎖をともなう二重調音になる。したがって、軟口蓋で閉鎖が起きる場合は肺臓子音の子音字母と合わせて[k͡ʘ]のように記述することができる。有声音は[ɡ͡ʘ]、鼻音は[ŋ͡ʘ]のように表記される。同様に口蓋垂で閉鎖が起きる場合は[q͡ʘ]、[ɢ͡ʘ]、[ɴ͡ʘ]のように表記される。吸着音をもつ言語を記述する場合、通常はタイは省略される。

## 言語例
5種類の吸着音の中でも両唇吸着音を言語音として持つ言語は非常に珍しく、コイサン諸語のうち南方のツウ語族に属するボツワナのコン語（ǃXóõ）、南アフリカ共和国のカム語（ǀXam、現在は消滅）などに限られる。これらの言語は5種類の吸着音すべてを持つ。
- コン語: [k͡ʘôõ] 「夢」[3][4]
- ヌン語（英語版） [ʘũu]「息子」